# Paris Saint-Germain Football Club 1999-2000
Questa voce raccoglie le informazioni riguardanti il Paris Saint-Germain Football Club nelle competizioni ufficiali della stagione 1999-2000.

## Maglie e sponsor
Lo sponsor tecnico per la stagione 1999-2000 è Nike, mentre lo sponsor ufficiale è Opel.
| Casa | Trasferta | Terza divisa |

## Organigramma societario
Area tecnica
- Direttore sportivo: Guy Adam
- Allenatore: Philippe Bergerôo
- Allenatore in seconda: Sarr Boubacar
- Preparatore atletico: Georges Gacon
- Preparatore dei portieri: Dominique Leclercq

Area sanitaria
- Responsabile: Francis Lepage

## Rosa
| N. |                       | Ruolo | Calciatore              |
| -- | --------------------- | ----- | ----------------------- |
| 1  | Francia (bandiera)    | P     | Bernard Lama            |
| 3  | Francia (bandiera)    | D     | Nicolas Laspalles       |
| 4  | Marocco (bandiera)    | D     | Talal El Karkouri       |
| 5  | Brasile (bandiera)    | D     | César Belli             |
| 6  | Nigeria (bandiera)    | D     | Godwin Okpara           |
| 7  | Brasile (bandiera)    | A     | Christian               |
| 8  | Guinea (bandiera)     | A     | Kaba Diawara            |
| 9  | Algeria (bandiera)    | C     | Ali Benarbia (capitano) |
| 10 | Nigeria (bandiera)    | C     | Jay-Jay Okocha          |
| 11 | Francia (bandiera)    | A     | Laurent Robert          |
| 15 | Madagascar (bandiera) | D     | Éric Rabésandratana     |
| 16 | Francia (bandiera)    | P     | Dominique Casagrande    |

| N. |                    | Ruolo | Calciatore        |
| -- | ------------------ | ----- | ----------------- |
| 17 | Francia (bandiera) | D     | Jimmy Algerino    |
| 18 | Albania (bandiera) | C     | Edvin Murati      |
| 19 | Francia (bandiera) | A     | Laurent Leroy     |
| 20 | Francia (bandiera) | C     | Édouard Cissé     |
| 22 | Russia (bandiera)  | C     | Igor' Janovskij   |
| 23 | Francia (bandiera) | C     | Pierre Ducrocq    |
| 24 | Francia (bandiera) | A     | Mickaël Madar     |
| 25 | Francia (bandiera) | D     | Grégory Paisley   |
| 26 | Senegal (bandiera) | D     | Aliou Cissé       |
| 27 | Francia (bandiera) | A     | Gaël Hiroux       |
| 28 | Francia (bandiera) | C     | Fabrice Abriel    |
| 30 | Francia (bandiera) | P     | Laurent Quievreux |